# Toro di Wall Street
Il Toro di Wall Street (in inglese Charging Bull, Wall Street Bull o Bowling Green Bull) è una scultura in bronzo realizzata da Arturo Di Modica e collocata presso il Bowling Green Park, nel quartiere della borsa di New York, la New York Stock Exchange, a Wall Street.

## Storia
Il peso della scultura è di circa 3,2 tonnellate e il costo di realizzazione, interamente sostenuto dall'autore, si è aggirato intorno ai 360 000 dollari. Il 16 dicembre 1989 Di Modica ha installato il toro proprio di fronte alla sede della borsa di Wall Street, senza preventiva autorizzazione delle amministrazioni pubbliche, intendendo simboleggiare con la possente scultura la forza, il potere e la speranza del popolo americano per il futuro che aveva consentito agli Stati Uniti di risollevarsi dopo il crack finanziario del 1987.
Nonostante sia stata collocata senza alcuna autorizzazione, la scultura non è stata mai rimossa dopo che un primo tentativo era andato fallito, ed è ormai considerata dai newyorkesi un monumento in esposizione permanente, simbolo del capitalismo americano oltreché di fortuna per tutti quelli che puntano in borsa. Di Modica risulta essere tuttora il proprietario della poderosa scultura.
Nel 2004 l'artista ha dichiarato di voler mettere all'asta la statua, specificando che l'aggiudicatario acquisirà i diritti di sfruttamento dell'immagine della scultura, ma non ne potrà mutare la collocazione.
Nel 2009 Di Modica ha citato in giudizio la Random House, con l'accusa di violazione di diritto di utilizzo di un'immagine coperta da copyright, per aver riprodotto l'immagine del toro sulla copertina di un numero dedicato al crollo della società di servizi finanziari Lehman Brothers.
Nel 2010, l'artista polacca Olek rivestì la statua con la tecnica dello yarn bombing.